# Susjina
Susjina (bulgariska: Сушина) är ett distrikt i Bulgarien.   Det ligger i kommunen Obsjtina Vărbitsa och regionen Sjumen, i den östra delen av landet, 280 km öster om huvudstaden Sofia.
I omgivningarna runt Susjina växer i huvudsak lövfällande lövskog. Runt Susjina är det ganska glesbefolkat, med 22 invånare per kvadratkilometer.